# Blepharhymenus illectus
Blepharhymenus illectus är en skalbaggsart som först beskrevs av Thomas Casey 1911.  Blepharhymenus illectus ingår i släktet Blepharhymenus och familjen kortvingar. Inga underarter finns listade i Catalogue of Life.